# Diocese de Río Gallegos
A Diocese de Río Gallegos (latim: Dioecesis Rivogallaecensis) é uma diocese localizada na cidade de Río Gallegos, pertencente á Arquidiocese de Bahía Blanca na Argentina. Foi fundada em 10 de abril de 1961 por São João XXIII.  Com uma população católica de 228.760 habitantes, sendo 69,8% da população total, possui 35 paróquias com dados de 2017.

## História
Foi erigida em 1961, e foi formada a partir da Diocese de Comodoro Rivadavia, Argentina. É uma sede sufragânea da Arquidiocese de Bahía Blanca, Argentina.

## Lista de bispos
A seguir uma lista de bispos desde a criação da diocese. 
|                          | Nome                                | Período    | Notas                             |
| Bispos                   | Bispos                              | Bispos     | Bispos                            |
| ------------------------ | ----------------------------------- | ---------- | --------------------------------- |
| 7º                       | Ignacio Damián Medina               | 2023-atual |                                   |
| 6º                       | Jorge Ignacio García Cuerva         | 2019-2023  | Nomeado Arcebispo da Buenos Aires |
| 5º                       | Miguel Ángel D’Annibale             | 2013–2018  | Nomeado Bispo da San Martín       |
| 4º                       | Juan Carlos Romanin S.D.B.          | 2005–2012  |                                   |
| 3º                       | Alejandro Antonio Buccolini, S.D.B. | 1992–2005  |                                   |
| 2º                       | Miguel Angel Alemán Eslava, S.D.B.  | 1975–1992  |                                   |
| 1º                       | Mauricio Eugenio Magliano, S.D.B.   | 1961–1974  |                                   |
| Bispo-auxiliar           |                                     |            |                                   |
|                          | Fabián González Balsa               | 2022-atual |                                   |
|                          | Miguel Ángel D’Annibale             | 2011–2013  |                                   |
| Administrador Apostólico |                                     |            |                                   |
|                          | Miguel Ángel D’Annibale             | 2012–2013  |                                   |